# Nupserha sericea
Nupserha sericea là một loài bọ cánh cứng trong họ Cerambycidae.